# Jablan (Laktaši)
Pour les articles homonymes, voir Jablan.
Jablan (en serbe cyrillique : Јаблан) est une localité de Bosnie-Herzégovine. Elle est située dans la municipalité de Laktaši et dans la république serbe de Bosnie. Selon les premiers résultats du recensement bosnien de 2013, elle compte 2 247 habitants.

## Démographie

### Évolution historique de la population dans la localité
| 1948 | 1953 | 1961 | 1971 | 1981  | 1991  | 2013  |
| ---- | ---- | ---- | ---- | ----- | ----- | ----- |
| -    | -    | 798  | 928  | 1 123 | 1 368 | 2 247 |

|  |